# Llorenç Sànchez i Vilanova
Llorenç Sànchez i Vilanova (Barcelona, Barcelonès, 4 de juliol de 1930 - Pobla de Segur, 7 de juny del 2019) va ser un escriptor i activista català.

## Biografia
Condicionat per esdeveniments familiars, es traslladà de Barcelona a la Pobla de Segur, on treballà a l'oficina de la Caixa. Malgrat que va néixer en una família sense tradició cultural, ja de molt petit la seva afició per la lectura i la seva facilitat creadora van potenciar una vocació d'escriptor. Als anys quaranta, amb menys de vint anys, ja participava en diversos certàmens literaris, com els Jocs Florals, on obtingué uns quants guardons. Amb el pas del temps, la seva obra, que abraça diversos gèneres i estils, es va anar fent cada cop més prolífica i profunda. Té publicats a l'entorn d'un centenar de llibres d'història, biografia, article d'opinió, poesia, assaig, teatre, guionatge, crítica d'art, traducció, estudi diplomàtic... Malgrat no tenir formació acadèmica com a historiador, se'l considera un especialista en història pallaresa, principalment de la Pobla de Segur i de la Conca de Dalt.
Entre els seus llibres destaquen El comtat de Pallars 768-1491 (1975), El temple parroquial de la Pobla de Segur (1983) i L'aventura hidroelèctrica de la vall de Capdella (1991). També ha contribuït al progrés social i econòmic d'aquest entorn.
Ha mantingut col·laboracions habituals en mitjans de comunicació,com el Diari de Barcelona, El Correo Catalán, La Mañana, Diari de Lleida, i en revistes científiques i culturals.
El 2015 li fou concedida la Creu de Sant Jordi "pel conjunt d'una obra que depassa el centenar de títols i que constitueix una valuosa promoció de la Pobla de Segur, el Pallars i, per extensió, les comarques del Pirineu".

## Obres[5]

### Teatre
- A casa s'ha apagat un estel (Medalla d'Or als Jocs Florals d'Escolo deras Pirineos, 1981)
- Diumenge tarda, de set a nou
- La jove de Can Jordi

### Història medieval
- El comtat de Pallars Jussà
- El Pallars sota el domini dels comtes de Tolosa entre els anys 804 i 872
- Els seixanta set anys que governà el comtat de Pallars la dinastia Comenge-Coserans (1229-1297)
- Dos-cents quaranta fets que influïren la trajectòria medieval del Pallars
- Hug Roger III, últim comte de Pallars
- Dotze documents de l'Arxiu Ducal Medinaceli, corresponents al Vescomtat de Vilamur

### Història moderna
- Santa Maria de Gerri.- Passat i present de la Gran Abadia benedictina del Pallars
- Incidència de la Guerra dels Segadors a les comarques del Pallars

### Història contemporània
- Les Guerres Carlistes i la repercussió que tingueren al Pallars
- La societat "Comú de Particulars" de La Pobla de Segur 1820-1918 (Primera part)
- L'Aventura hidroelèctrica de la Vall de Capdella
- La Canadenca, un fenomen econòmico-social que transformarà el Pallars
- La Vall d'Aran
- El Pallars.- Visió històrica
- L'Alta Ribagorça.- Estudi i anàlisi històrica

### Biografies
- Mn. Josep Condó. Una figura destacada de la cultura aranesa
- Victoriano Muñoz-Enginyer
- El baró d'Eroles.- Joaquim Ibàñez-Cuevas
- Emili Riu i Periquet.- estudi biogràfic
- Joan Borrell-Nicolau - Escultor
- Enric Porta - Pintor
- Joan Gelabert- gramàtic - poeta - educador

### Etnografia
- Orquestres, acordionistes i festes al Pallars

### Pensament
- El difícil exercici de viure
- Pares i fills, un diàleg impossible
- Últimes solituds
- Infinita i profunda nit
- De la punyent escola dels anys